# Městská autobusová doprava ve Frýdku-Místku

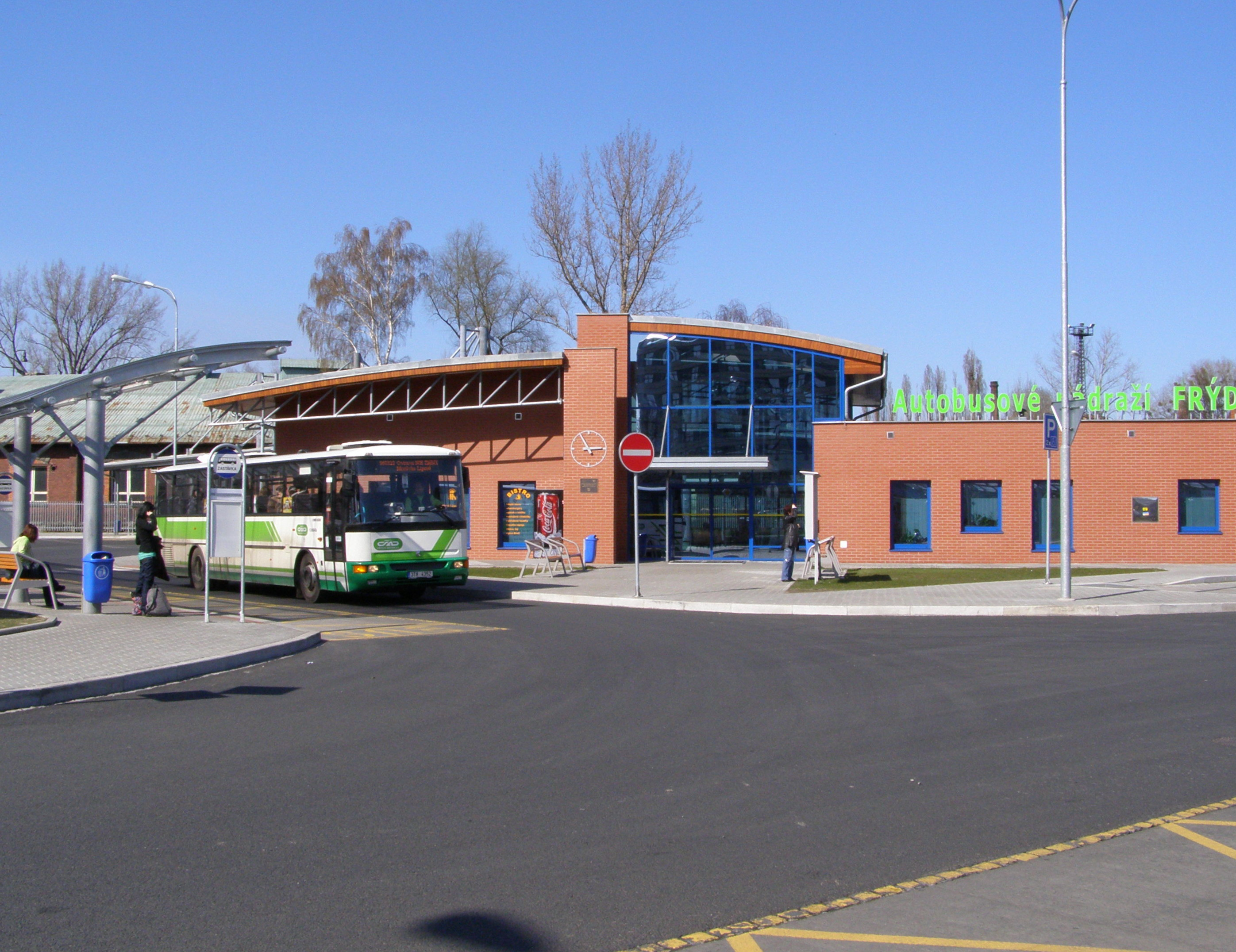
Autobusové nádraží ve Frýdku

Městská autobusová doprava ve Frýdku-Místku je zajišťována linkami 301–320 (20 linek, linka 320 je letní linka k přehradě Olešná) s licenčními čísly 865301–865320. Systém MHD zahrnuje kromě města Frýdek-Místek i města Brušperk a Paskov, obce Baška, Dobrá, Fryčovice, Hukvaldy, Janovice, Kozlovice, Krásná, Metylovice, Nošovice, Palkovice, Pržno, Raškovice, Řepiště, Staré Město, Staříč, Sviadnov a Žabeň a ostravskou městskou část Nová Bělá. MHD je od 1. ledna 2020 kompletně zaintegrována do Ostravského dopravního integrovaného systému, od 27. března 2011 je ve Frýdku-Místku zavedena MHD zdarma. Dopravcem je Transdev Slezsko a. s. Dopravu dlouhodobě zajišťoval dopravce ČSAD Frýdek-Místek. V lednu 2017 byl založen městský Dopravní podnik Frýdek-Místek s.r.o., který měl za úkol do poloviny roku 2017 zpracovat návrh nových jízdních řádů, investic nutných pro zahájení provozu a kalkulaci ceny dopravy, a pokud by byla nižší než u dosavadního dopravce, od druhé poloviny roku 2017 měl od ČSAD Frýdek-Místek rovnou převzít provozování dopravy. Jinak podklady zpracované městským dopravním podnikem měly posloužit pro stanovení parametrů pro výběrové řízení na nového dopravce. V průběhu let 2017 a 2018 byla tato jednání přesunuta na prosinec 2018. Dopravní podnik Frýdek-Místek byl v roce 2019 zrušen a provoz nadále provozovala společnost ČSAD Frýdek-Místek, která byla součástí uskupení 3ČSAD, kterou roku 2019 majetkově převzala nadnárodní skupina Transdev. K 1. září 2023 zfúzovala ČSAD Frýdek-Místek do ČSAD Havířov, která zároveň změnila název na Transdev Slezsko. Frýdecko-místeckou MHD tak od té doby zajišťuje provozovna Frýdek-Místek dopravce Transdev Slezsko.

## Vývoj sítě
V 70. a 80. letech MHD zažívala největší rozmach, jezdilo okolo 25 linek a byly zde provozovány i kloubové maďarské autobusy Ikarus 280, z nichž poslední byly vyřazeny v roce 1999. Od začátku 90. let 20. století byl provoz městské hromadné dopravy postupně omezován počtem spojů i rozsahem sítě.
Ještě v roce 2001 jezdilo 22 městských linek, šlo většinou o krátké místní linky v Místku, které měly jen několik spojů denně, a měly pro každý směr jiné číslo: pro jeden směr liché a pro druhý směr následující sudé číslo.
Podle článku z roku 2011 bylo v provozu 13 městských autobusových linek označených souvislou číselnou řadou 1–13. Linky 1–3 a 5–10 byly běžnými linkami MHD, linka 4 byla školní, určená pro přepravu „studentů základních a středních škol“. Linky 11–13 byly označovány jako „zvláštní linky MHD“, přičemž linky 11 a 12 jsou nákupní linky, linka 11 k obchodu Tesco a linka 12 k obchodům Hypernova a Baumax, a byla na nich zavedena bezplatná přeprava již před zavedení MHD zdarma na běžných linkách. Na lince 11 jsou ve směru k Tescu všechny zastávky kromě konečné pouze nástupní a opačným směrem pouze výstupní, na lince 12 je možno na ní nastupovat i vystupovat kdekoli. Linka 13 byla sezonní rekreační linka jezdící od začátku června do konce září k vodní nádrži Olešná, rovněž má směrem na Olešnou všechny zastávky pouze nástupní a opačně všechny pouze výstupní.
Všechny linky MHD kromě školní linky č. 304 se sjíždějí na autobusovém nádraží v Místku, kde je též uzel regionálních a dálkových autobusů. Významným přestupním bodem je také autobusové stanoviště u nádraží ve Frýdku. Kolem roku 2011 jezdila nejčastěji linka 1, ve špičkách pracovních dnů v pravidelném intervalu 10 minut, v sedle 15 minut, mimo pracovní dny 30 nebo 60 minut a večer 60 minut. Na ostatních linkách jezdily ve špičkách až na výjimky maximálně dva spoje za hodinu a o víkendu několik spojů, maximálně jeden za hodinu, většinou s nepravidelnými intervaly. Linky 9 a 10 jezdily jen v pracovních dnech.
V červnu 2012 byla MHD rozšířena o víkendový provoz do turistických lokalit Visalaje (linka 318) a Hukvaldy (linka 305) a nahradila tak původní příměstské linky. Akce, původně plánovaná pouze do konce roku, se setkala s velkým zájmem cestujících (nárůst až na trojnásobek původních hodnot), takže linky byly do sítě MHD začleněny natrvalo.
Město hledalo další možnosti, jak snížit počet aut přijíždějících do města, a proto byl od 1. července 2013 provoz linky č. 5 na Hukvaldy rozšířen i na pracovní dny. Linka MHD tak nahradila příměstskou linku 860302. Cestujícím na této trase se snížila cena základního jízdného z původních 24 Kč na 10 Kč a byla jim nabídnuta možnost využívat „MHD zdarma“. Původní příměstskou linku využívalo v běžný pracovní den průměrně 240 cestujících. Po zavedení MHD stoupl počet cestujících na této trase na 400 denně, tj. nárůst o 67 %.
Po úspěchu na Hukvaldech začaly mít zájem o zavedení MHD i další obce v okolí města, proto 15. prosince 2013 došlo k největšímu rozšíření MHD v historii a linky MHD byly rozšířeny do obcí Baška, Janovice, Paskov, Staříč, a Žabeň. I zde došlo krátce po rozšíření k nárůstu počtu přepravených cestujících. Např. na linkách do Bašky stoupl počet cestujících na více než dvojnásobek (z 11 000 měsíčně na 26 000 měsíčně).
Od 31. srpna 2014 byla bezplatná frýdecko-místecká MHD rozšířena do obcí Palkovice, Kozlovice, Fryčovice, Pržno, do města Brušperk a do ostravské městské části Nová Bělá, o víkendu i do obce Metylovice.
Od 13. prosince 2015 byly prodlouženy linky 3 a 13 přes obec Dobrá až do obce Nošovice.
Od 8. prosince 2018 byla původně příměstská linka č. 356 zařazena do provozu MHD Frýdek-Místek, dále jako č.18.
Od 1. ledna 2020 byly MHD ve Frýdku-Místku zapojena do Integrovaného dopravního systému Moravskoslezského kraje ODIS. Na základě toho byly linky označeny čísly 301-319.

## Dopravce
Dopravcem je Transdev Slezsko a. s., provozovna Frýdek-Místek (původní název ČSAD Frýdek-Místek a. s.), sídlo má na adrese Politických obětí 2238 (na autobusovém nádraží) a garáže v Ostravské ulici 264 v obci Sviadnov. Tato společnost provozuje v oblasti i regionální autobusovou dopravu a nákladní dopravu. Vznikla v roce 1992 privatizací státního podniku, který byl následníkem dopravního závodu 703 Frýdek-Místek krajského státního (do roku 1988 národního) podniku ČSAD Ostrava. Od roku 1997 vlastnil většinu akcií ČSAD Frýdek-Místek podnik ČSAD Havířov a.s., od roku 2006 je jediným akcionářem ČSAD Karviná a.s. (jejím jediným akcionářem je pak ČSAD Havířov a.s.). Dle údajů ze svých internetových stránek skupina 3CSAD v roce 2020 provozovala 407 autobusů, z toho 272 s pohonem na zemní plyn a 12 elektrobusů.
Začátkem roku 2017 vedení města založilo městský dopravní podnik Dopravní podnik Frýdek-Místek s.r.o., do obchodního rejstříku byl zapsán 18. ledna 2017. Hlavním důvodem údajně bylo narušit monopolní postavení dosavadního dopravce v MHD. Nový podnik má za úkol připravit pro provoz MHD podmínky, které by byly výhodnější po finanční stránce i z hlediska kvality služeb pro cestující. Začala práce na vyčíslení ceny, za kterou by podnik byl schopen MHD provozovat. K tomu napřed budou sestaveny nové jízdní řády, dále budou započteny náklady na pořízení nových autobusů, výstavbu garáží dopravního podniku a platy zaměstnanců, budou probíhat jednání s okolními obcemi a krajem o příspěvcích na zajištění dopravní obslužnosti městským podnikem. Podnik chce na operativní leasing pořídit zhruba 50 nových autobusů, plně nízkopodlažních, klimatizovaných, vybavených kamerovým systémem. Zastávky chce vybavit novými označníky s velkými dobře čitelnými jízdními řády a frekventované zastávky postupně též digitálním informačním panelem.
Jediným jednatelem nového podniku je Jan Širc, dále má nový podnik zatím jediného zaměstnance, a to na pozici vedoucího provozu. Do budoucnosti se počítá maximálně se 6 THP pracovníky (technik, ekonom, účetní, personalista) a zhruba 100 řidiči, kteří by přešli od předchozího dopravce. Sídlo dopravce se nachází v kombinovaném domě v ulici Malý Koloredov.
Cena má být známa zhruba v polovině roku 2017. Pokud by cena byla nižší, než za jakou MHD provozuje dosavadní dopravce, pak by mohlo město prostřednictvím vlastního dopravního podniku provozovat MHD od druhé poloviny roku 2017. Jinak město vypíše soutěž na nového dopravce a provedené propočty i návrhy na vybudování zázemí by posloužily jako podklad pro nastavení kritérií veřejné soutěže.

## Vozový park
V roce 2020 sloužilo provozu MHD přibližně 35 autobusů. Na linkách bylo taktéž využíváno 7 autobusů Irisbus Citelis 12M a 7 autobusů Iveco Urbanway 12M CNG, všechny třídveřové s automatickou převodovkou. Z autobusů značky SOR bylo zastoupeno deset SOR BNG 12, jeden SOR BN 8,5 a dva SOR NS 12 electric. Další přírůstky byly vozy Scania Citywide LF v počtu 7 kusů, z toho 5 kusů bylo vybaveno celovozovou klimatizací. Používán byl většinou korporátní zeleno-bílý nátěr, vyskytovalo se i několik celovozových reklam. Všechny vozy disponovaly vnitřním informačním systémem, cca 15 vozů bylo vybaveno LCD monitorem. V červenci 2020 bylo dodáno 15 autobusů SOR NSG 12 na CNG pohon. V září 2024 dodala společnost SOR dalších 12 elektrobusů SOR NS 12 electric. Na linkách MHD se vyskytují i vozy příměstské dopravy.
| Typ                 | Modifikace a podtypy           | Dodávky v letech | Počet (k 30. 11. 2024) |
| ------------------- | ------------------------------ | ---------------- | ---------------------- |
| Irisbus Citelis 12M | Irisbus Citelis 12M            | 2013             | 1                      |
| Irisbus Crossway LE | Irisbus Crossway LE 12M        | 2009             | 1                      |
| Iveco Crossway LE   | Iveco Crossway LE CITY 12M     | 2013–2014        | 3                      |
| SOR BN 12           | SOR BNG 12                     | 2015             | 5                      |
| Iveco Urbanway 12M  | Iveco Urbanway 12M             | 2015–2017        | 7                      |
| SOR BN 10,5         | SOR BNG 10,5                   | 2017             | 1                      |
| Scania Citywide     | Scania Citywide LF 12M CNG     | 2018–2019        | 7                      |
| SOR NS 12           | SOR NS 12 electric, SOR NSG 12 | 2018–2024        | 31                     |

## Zastávky
Označníky zastávek MHD byly v roce 2011 většinou samostatné, nesdílené s linkami, které nejsou v systému MHD. V případě společných zastávek byly umístěny zpravidla dva označníky vedle sebe, někde byly u nástupní hrany umístěny dvě zastávky za sebou. Městské označníky zastávek Zastávkové označníky byly tvořeny červeně natřenou kovovou trubkou ohnutou do tvaru obráceného písmene U do podoby dvoutyčového zastávkového sloupku. V horní části byla umístěna čtvercová varianta značky zastávky s vyobrazením autobusu, název byl umisťován do oblouku nad značkou, čísla linek byla vyznačovány do bílého pole ve značce, pod symbol autobusu. Jízdní řády byly na podkladové plechové desce kryty průhlednou plastovou deskou, vždy odděleně od linek nepatřících do systému MHD. Pro linky 1–10 byly používány zastávkové jízdní řády městského provedení, pro linky 11–13 jízdní řády linkového provedení a číslované pouze nezkráceným šesticiferným licenčním číslem linky, se slovy „Zvláštní městská doprava“ na začátku názvu linky. Nyní jsou zastávky nabarveny zelenou barvou. V průběhu roku 2024, bylo na 9 zastávek instalováno 9 ks LED panelů s aktuálními odjezdy. Na dalších dvaceti zastávkách proběhla instalace E-Paper panelů.

## Financování
Provoz MHD na území okolních obcí je financován z rozpočtu Moravskoslezského kraje a z rozpočtů dotčených obcí. Nejvíce platí obec Sviadnov (700 tis. Kč ročně), nejméně obec Metylovice (30 tis. Kč ročně). Celkově přispívají obce na provoz MHD částkou 4,3 mil. Kč ročně.

## Tarif a odbavování
Do roku 2011 byl na všech linkách zaveden nástup pouze předními dveřmi, výstup ostatními dveřmi. Jízdné se platilo v hotovosti do pokladny u řidiče (pro dospělého 7 Kč nepřestupné) nebo čipovou kartou (pro dospělého 5,60 Kč s možností přestupu bez dalšího placení do 25 minut od vydání jízdenky v prvním voze v pracovní dny, do 40 minut mimo pracovní dny.). Děti platily poloviční jízdné, děti do 6 let a senioři nad 70 let byli přepravování zdarma.
Od prosince 2018 byly zrušeny z důvodu přechodu na modernější odbavovací systém staré čipové karty EMCARD. Po letech tak došlo k využití ODISky, na kterou se nově nahrává „korunový kupon“.
Od 1. ledna 2020 je MHD ve Frýdku-Místku zapojena do Integrovaného dopravního systému Moravskoslezského kraje ODIS. Jednotlivé jízdy jsou placeny v rámci zóny 511. Dlouhodobé jízdné pro zónu 511 stojí 1 Kč, navíc jsou uznávány i regionální zóny na trase linek.
Pro snížení ztráty z provozu MHD bylo v prosinci 2021 jednotlivé jízdné zvýšeno na dvojnásobek (20 korun).
| Typ jízdného              | Cena při platbě v hotovosti (a platební kartou) | Cena při platbě EP ODISky |
| ------------------------- | ----------------------------------------------- | ------------------------- |
| Obyčejné                  | 20,-                                            | 18,-                      |
| Zlevněné, pes a zavazadlo | 10,-                                            | 9,-                       |

## MHD zdarma

### Zavedení

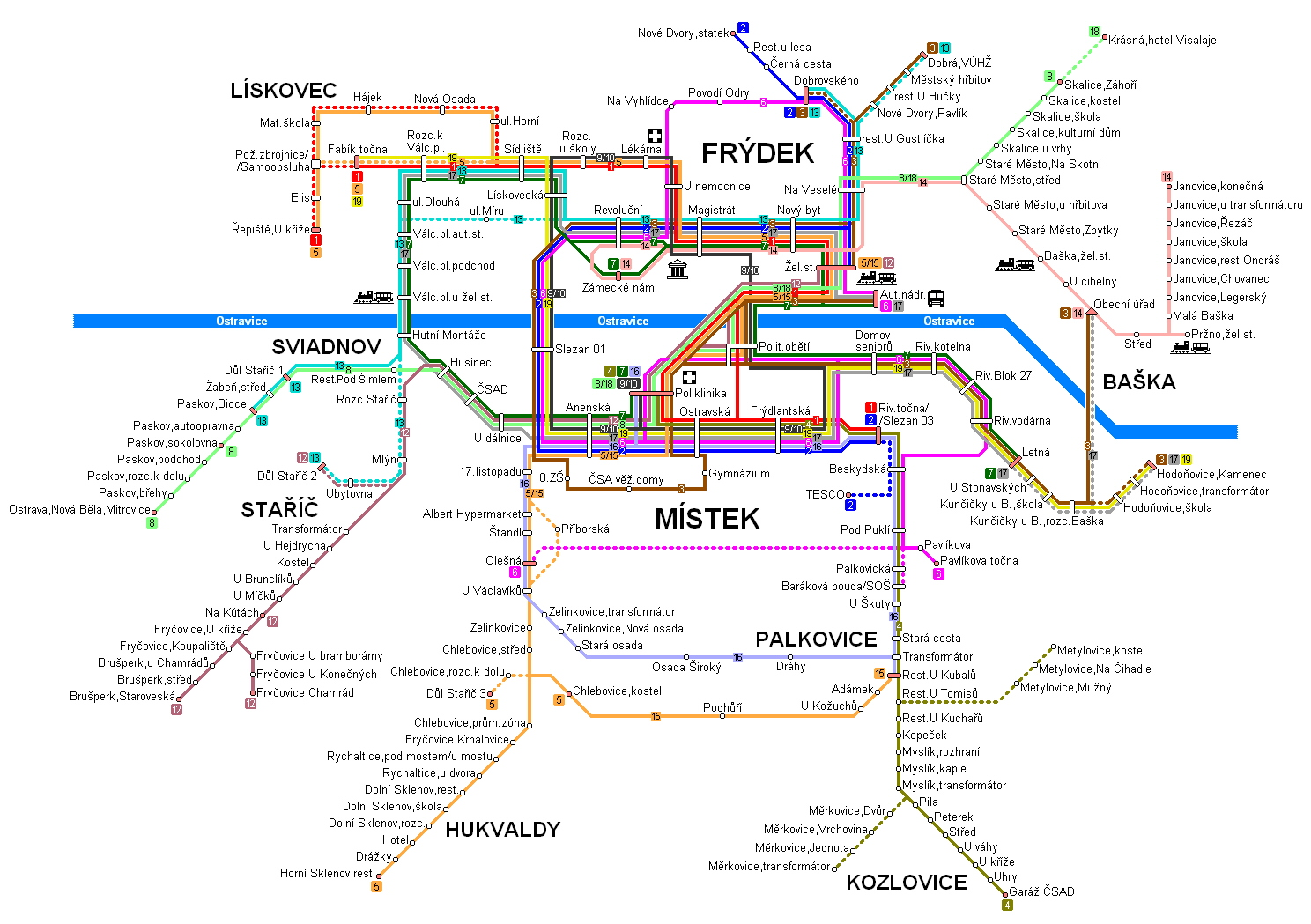
Mapa sítě MHD ve Frýdku-Místku

Od 27. března 2011 je ve Frýdku-Místku zavedena takzvaná „MHD zdarma“, čímž byl splněn slib ČSSD daný před komunálními volbami. Opatření bylo zdůvodněno zájmem o snížení počtu automobilů ve městě do doby, než bude postaven obchvat. Původně se uvažovalo, že by nabídka platila jen pro občany města, nakonec však je nabízena všem, ovšem podmínkou využití je bezdlužnost vůči městu. Jedná se o 365denní čipovou časovou jízdenku. Vydání čipové karty včetně kuponu, aktivace a obalu stojí 300 Kč a trvá 15 dní, prodlužovací kupon na další rok stojí 1 Kč a nahrává se ve výdejním stanovišti na počkání. Původní tarifní podmínky pro cestující bez časové jízdenky zůstaly v platnosti, nadále zůstal zaveden nástup jen předními dveřmi.
Při zavedení „MHD zdarma“ došlo k navýšení výkonů na linkách MHD o 250 tis. km ročně. Důvodem bylo zejména rozšíření linek MHD do všech městských částí. „MHD zdarma“ platila také na území obcí Dobrá, Řepiště, Sviadnov a Staré Město, jelikož přes tyto obce vedly linky MHD.
Do prosince 2014 si kartu pořídilo přes 21 000 lidí, což je zhruba čtvrtina počtu obyvatel obsluhovaného území. Došlo k výraznému nárůstu počtu přepravených cestujících v MHD. Zatímco v roce 2010 přepravila MHD 3 801 633 cestujících, v roce 2014 to bylo už 6 722 887 cestujících. Tržby MHD se snížily z 23,7 milionů Kč v roce 2010 na cca 14,9 milionů Kč v roce 2014.

### Vývoj počtu přepravených cestujících

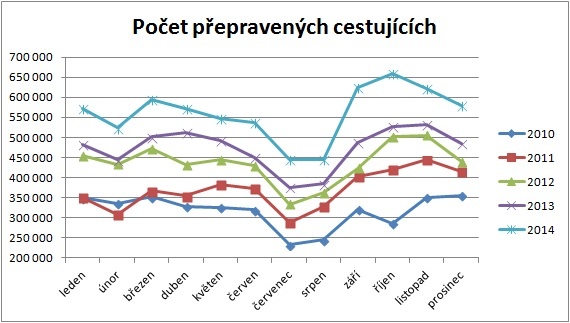
Vývoj počtu přepravených cestujících v MHD ve Frýdku-Místku

Po zavedení „MHD zdarma“ došlo k výraznému nárůstu počtu přepravených cestujících v MHD. Zatímco v roce 2010 přepravila MHD 3 801 633 cestujících, v roce 2013 to bylo už 5 677 018 cestujících. V roce 2014 došlo k výraznému rozšíření MHD do okolních obcí, což mělo vliv i na počet přepravených cestujících. Meziroční nárůst o cca 1 046 tis. cestujících lze přisoudit následujícím vlivům. Tarif „MHD zdarma“ měl vliv na nárůst počtu přepravených cestujících na dříve obsluhovaném území o 226 tis. cestujících. Na nově obsluhovaném území bylo převzato 520 tis. cestujících, kteří veřejnou dopravu využívali již dříve. Díky tarifu „MHD zdarma“ přibylo na nově obsluhovaném území dalších 300 tis. cestujících.
Od zavedení „MHD zdarma“ tak stoupl počet cestujících o 76,8 %, z toho o 63,2 % díky tarifu „MHD zdarma“ a o 13,6 % díky rozšiřování systému MHD.
| rok  | počet cestujících | změna od počátku |
| ---- | ----------------- | ---------------- |
| 2010 | 3 801 633         | 0 %              |
| 2011 | 4 435 186         | +16,7 %          |
| 2012 | 5 232 748         | +37,6 %          |
| 2013 | 5 677 018         | +49,3 %          |
| 2014 | 6 722 887         | +76,8 %          |

V roce 2016 využilo MHD 7,2 milionu cestujících, což je oproti roku 2010 nárůst o 89,3 %.

### Vývoj tržeb

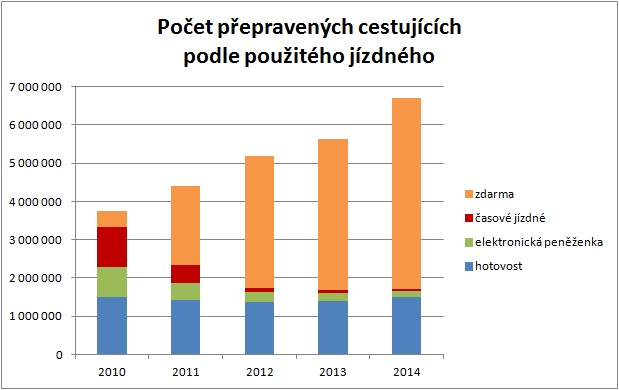
Počet přepravených cestujících podle použitého jízdného

Tarif „MHD zdarma“ má přímý vliv na výši tržeb, které se po zavedení snížily z 23,7 milionů Kč v roce 2010 na 14,9 milionů Kč v roce 2014. Od zavedení „MHD zdarma“ tak klesly o 37,1 %. Zatímco tržby z dlouhodobého jízdného (pravidelní cestující) téměř vymizely, tržby z jízdného placeného v hotovosti u řidiče (nepravidelní cestující) neklesly. „Zdarma“ dnes cestuje asi 75 % cestujících, 25 % cestujících platí jízdné. Po úvodním propadu tržeb v roce 2011 se v následujících letech výše tržeb stabilizovala.
| rok  | tržby      | změna od počátku |
| ---- | ---------- | ---------------- |
| 2010 | 23 700 511 | 0 %              |
| 2011 | 17 589 861 | −25,8 %          |
| 2012 | 14 625 871 | −38,3 %          |
| 2013 | 14 302 746 | −39,7 %          |
| 2014 | 14 904 985 | −37,1 %          |

Tržby za jízdné v roce 2016 činily 12,1 milionu korun, od roku 2010 tak klesly o 49 %.